# Elbe (remorqueur, 1959)
Pour les articles homonymes, voir Elbe.

L' Elbe est un ancien remorqueur de mer néerlandais mis en service en 1959. Après 17 ans de service, il est devenu un bateau pilote américain à Baltimore en 1976 sous le nom de Maryland . En 1985, il a été offert à l'association Greenpeace sous le nom de Gondwana et rebaptisé Greenpeace. En 1990, il est transféré à la Fondation Rubicon aux Pays-Bas . En 2002 il est transféré au musée portuaire de Rotterdam reprenant son nom initial Elbe et géré pour des sorties touristiques par la Stichting Maritieme Collectie Rijnmond de Rotterdam 

## Historique

### Remorqueur océanique
L'entreprise néerlandaise Smit International de Rotterdam a mis le remorqueur de haute mer en service le 24 février 1959 et l'a baptisé Elbe. En 1963, la puissance nominale des deux moteurs diesel marins a été augmentée à 1780 ch chacun grâce à des améliorations des turbines à gaz d'échappement et à l'installation de refroidisseurs d'air de suralimentation.
Après la première révision générale en 1963, l'Elbe était le remorqueur le plus puissant du monde jusqu'à la mise en service du Zwarte Zee (IV).

### Bateau pilote
Smit a vendu le navire à l'Association des pilotes du Maryland à Baltimore en 1976, qui l'ont converti en bateau pilote au Verolme United Shipyards NV, l'ont rebaptisé Maryland et l'ont exploité sous pavillon américain.

### Flotte Greenpeace
En 1985, l'Elbe a été repris par Greenpeace International comme un navire de remplacement du Rainbow Warrior I coulé, d'abord renommé Gondwana et trois semaines plus tard Greenpeace.

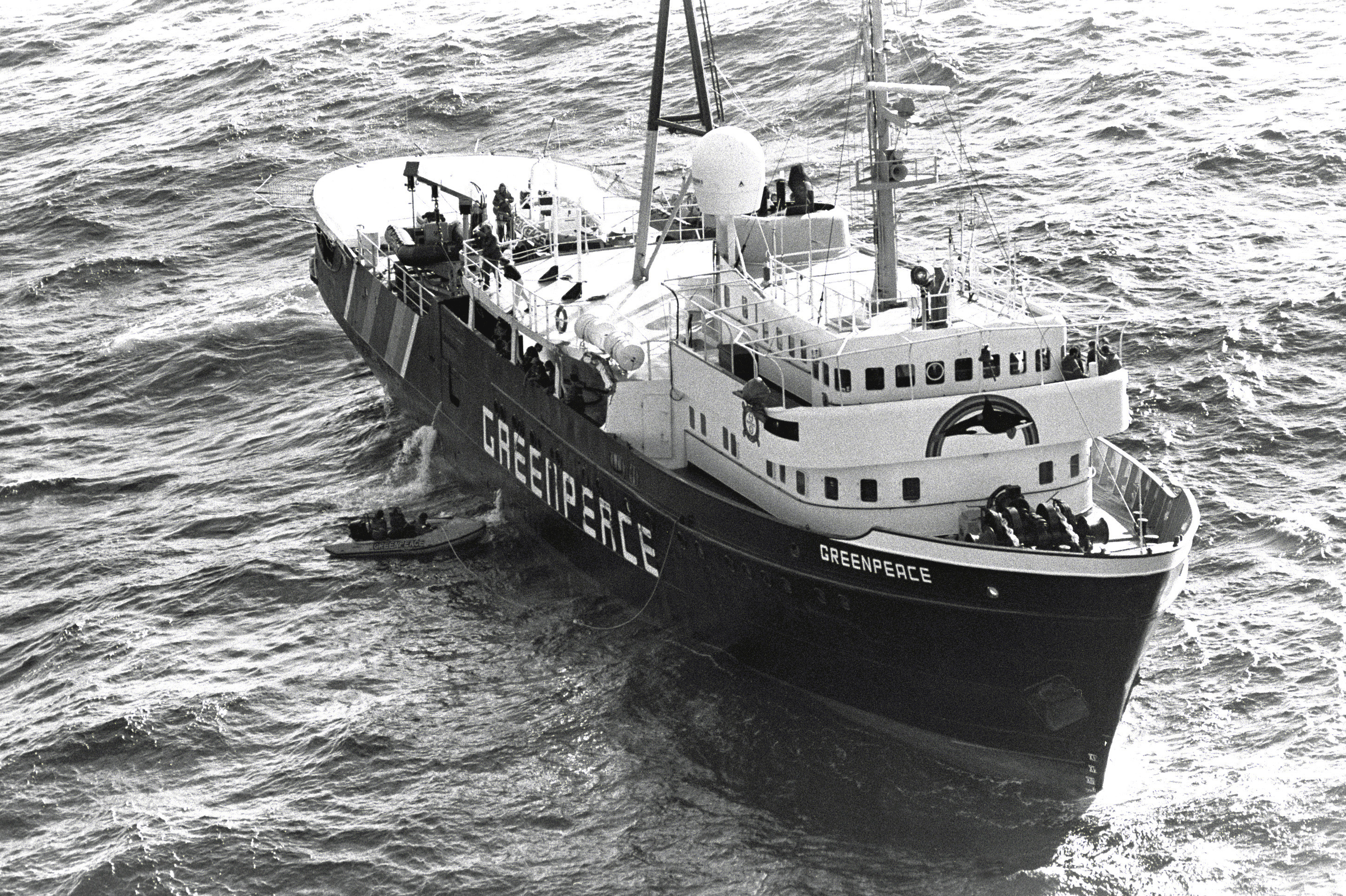
MV Greenpeace en 1989

Le navire océanique a été repensé en fonction des nouvelles tâches et agrandi avec des grues hydrauliques pour abaisser les bateaux pneumatiques et un pont d'atterrissage pour hélicoptères. Lors de la protestation contre les essais du missile balistique à moyenne portée du type UGM-133 Trident II le 4 décembre 1989, le navire de sauvetage sous-marin USS Kittiwake (ASR-13) de l'United States Navy l'a percuté et endommagé,. En octobre 1990, Greenpeace s'est rendu dans l'océan Arctique pour protester contre les essais nucléaires russes sur l'île de la Novaya Zemlya, où il a été saisie par la marine russe. 
En 1990, le navire a été transféré à la Fondation Rubicon à Amsterdam et a continué à opérer sous pavillon néerlandais.

### Navire musée
Le 4 janvier 2002, le navire a été transféré au musée portuaire de Rotterdam. Il a retrouvé son état d'origine en tant que navire musée et renommé à nouveau sous son nom d'origine Elbe. Il est géré par le Stichting Maritieme Collectie Rijnmond à Rotterdam. 
Le 30 juillet 2004, l'Elbe a coulé après avoir été percuté par le navire transporteur de colis lourds Fairpartner au niveau de la salle des machines. Lors de la restauration ultérieure, il a de nouveau été saboté le 27 octobre 2004. 
Le 12 février 2005, le navire est retourné à son port d'attache d'origine à Maassluis, où la restauration s'est poursuivie. En cale sèche en 2009, la coque a retrouvé sa peinture d'origine et un propulseur d'étrave a été ajouté. En 2012, l'Elbe a navigué de manière indépendante pour la première fois depuis 2004. Pour les excursions d'une journée, le navire peut accueillir 80 passagers. Le 22 mars 2014, le test technique en mer a eu lieu. Le premier voyage avec des passagers a eu lieu le 6 avril 2014 et le premier voyage à l'étranger en tant que remorqueur restauré le 6 mai 2014 pour l'anniversaire du port de Hambourg. Le 19 août 2015, le navire a participé à Sail Amsterdam et, en 2016, à la grande parade des Fêtes maritimes de Brest.

## Galerie

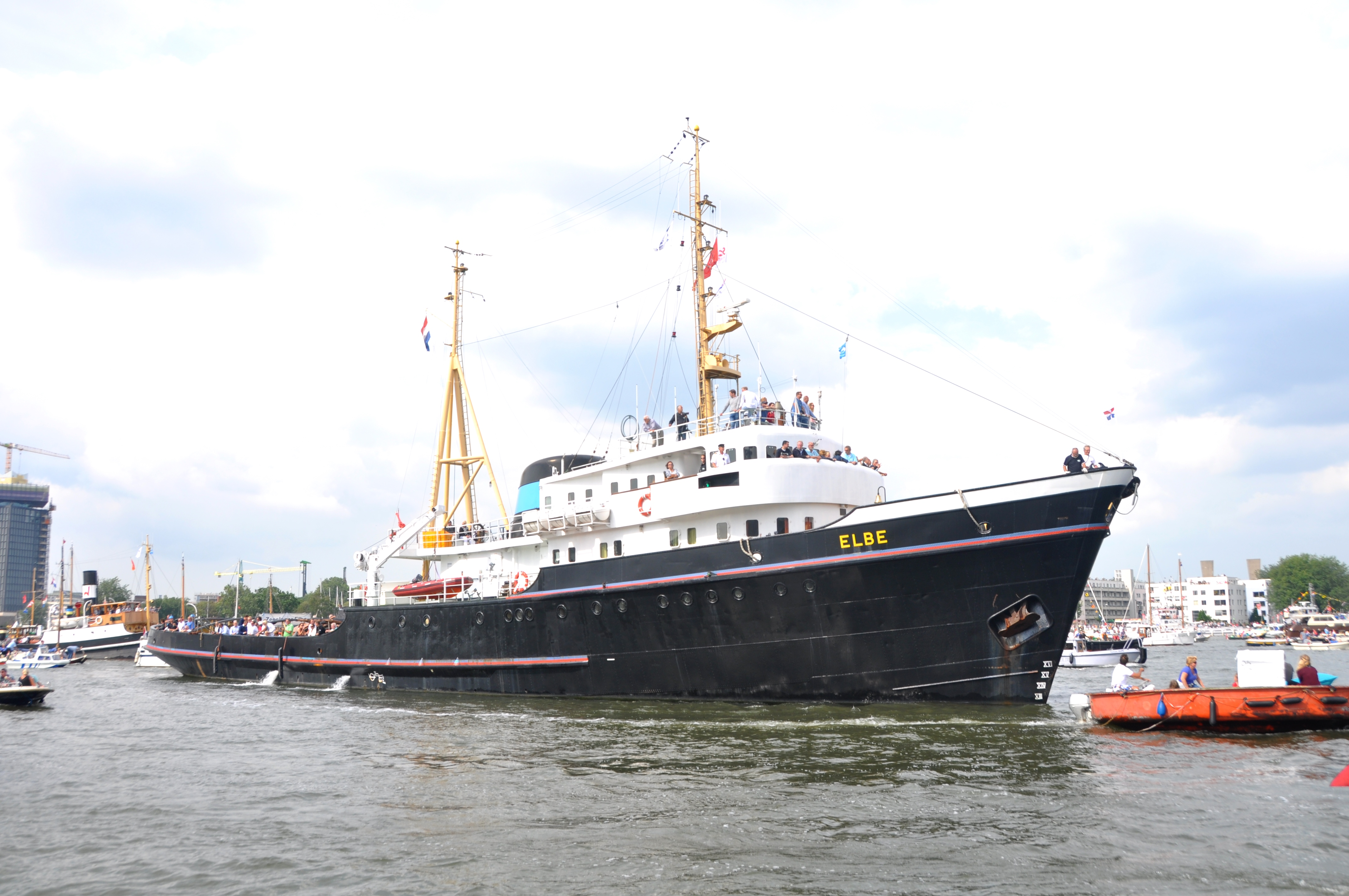
Elbe (Sail Amsterdam 2015)
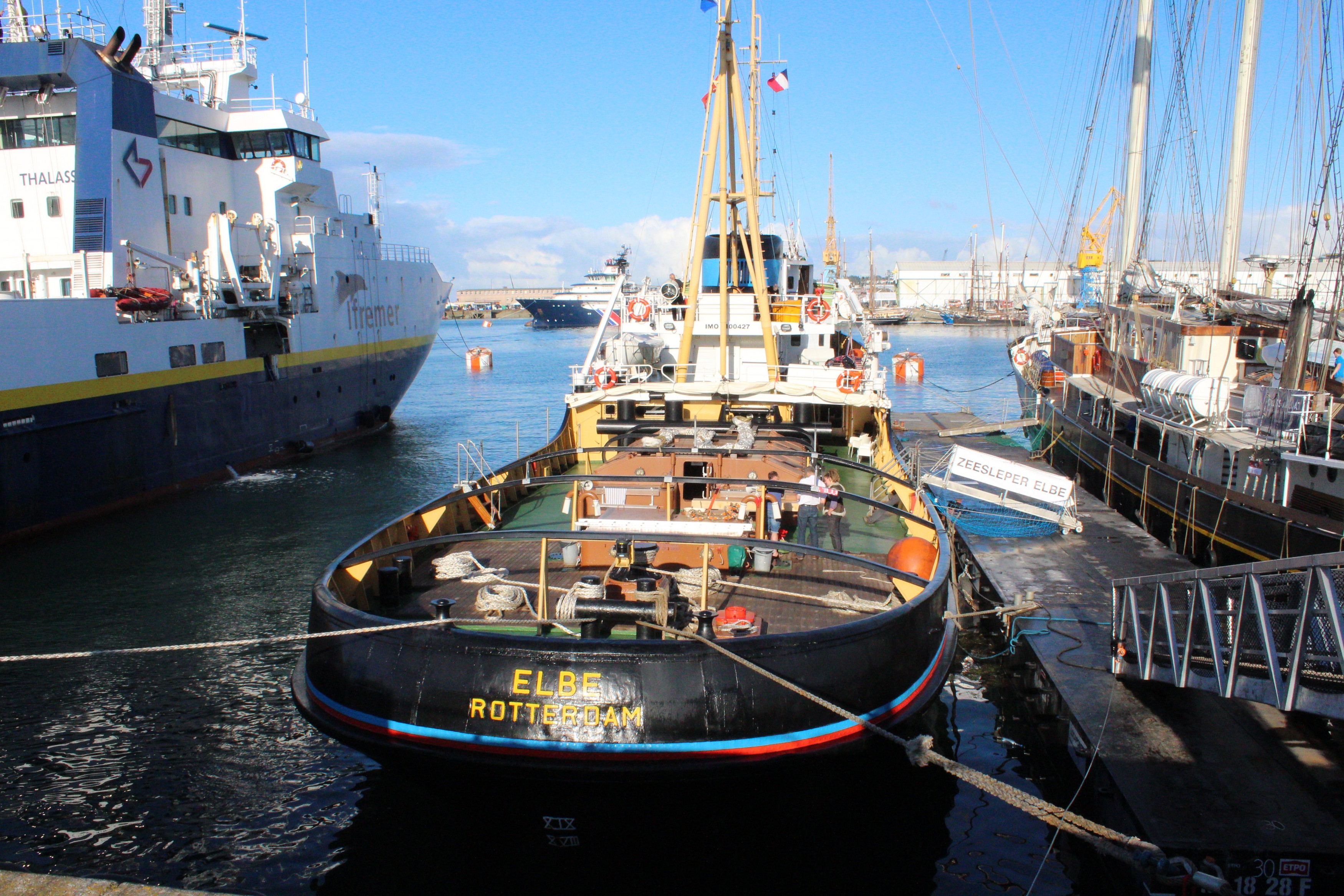
Elbe à quai (Brest 2016)
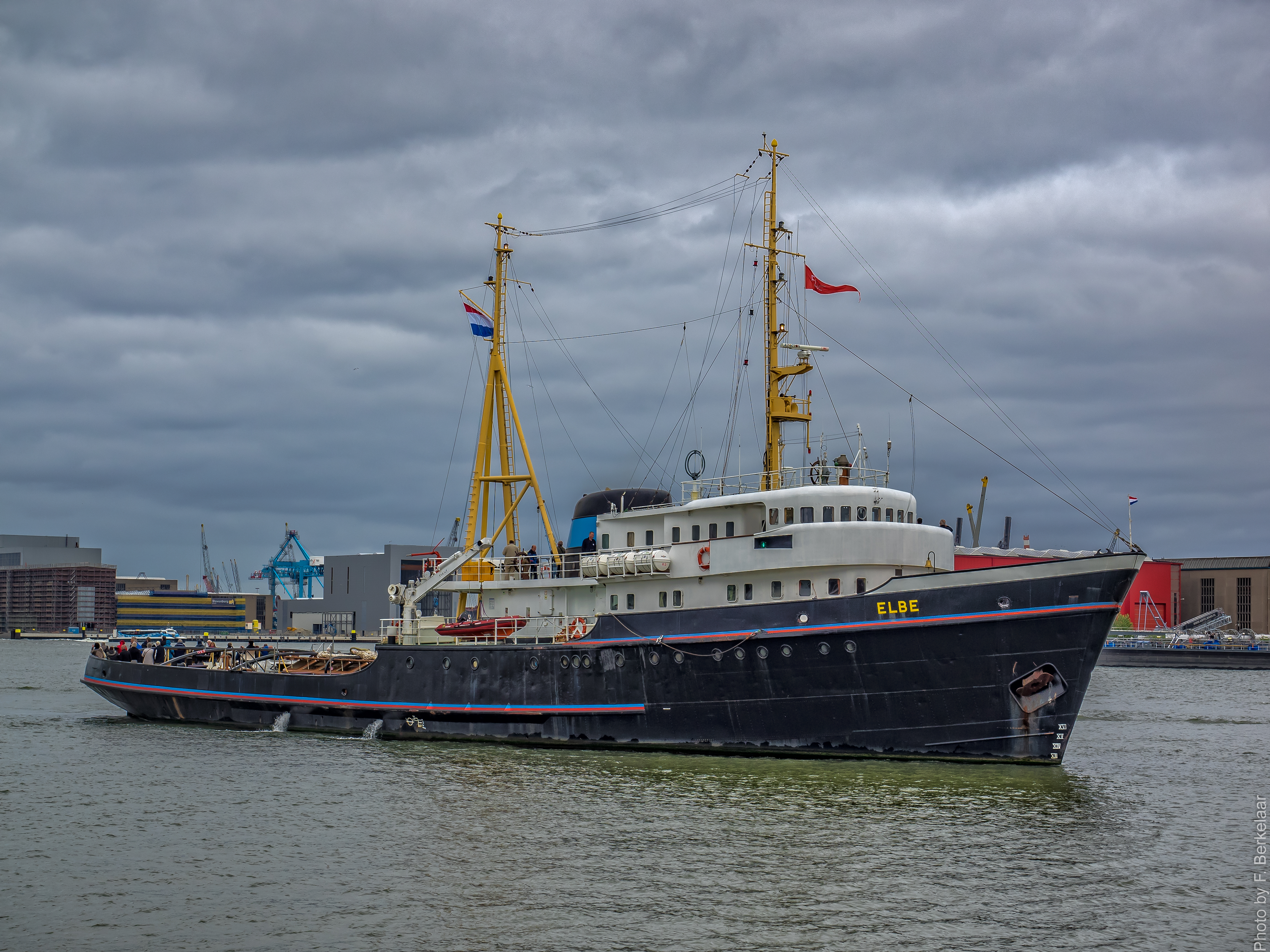
Elbe en 2016 (Rotterdam)